# Pedro Roger de Cabaret

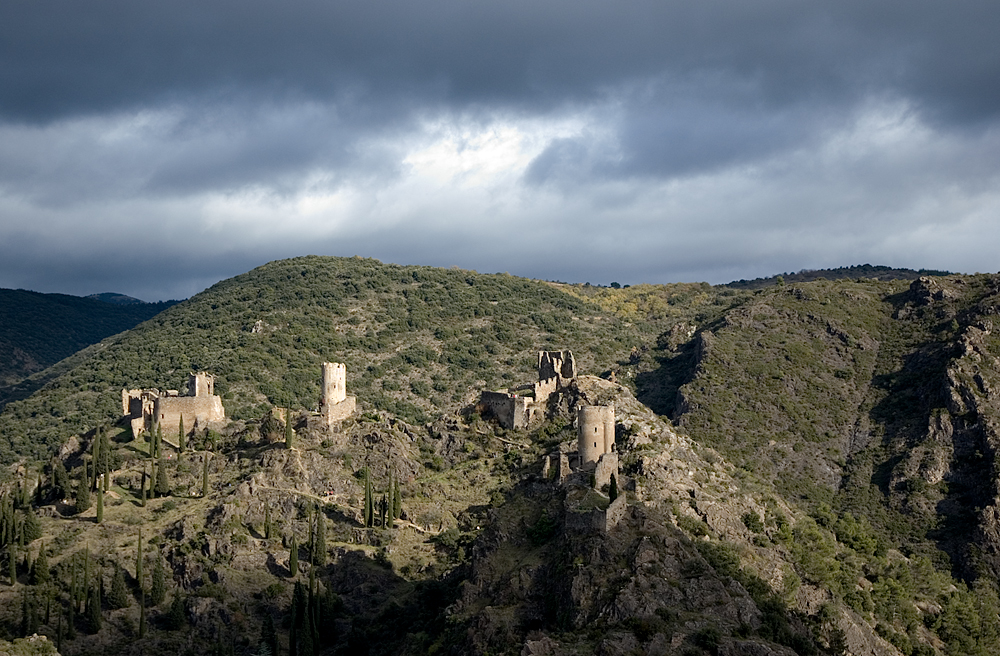
Los castillos de Lastours

Pedro Roger de Cabaret (en occitano Pèire Rogièr de Cabaret i en francés Pierre Roger de Cabaret) fue un caballero occitano del siglo XIII. Al comienzo de la cruzada contra los albigenses compartía junto a su hermano Jordá de Cabaret la posesión de cuatro castillos en el municipio de Lastours: Cabaret, Torre Regina, Flor dÈspina y Quertinhós en el macizo de Les Corberes. Después se convirtió en caballero faidit.

## Biografía
Los dos hermanos albergaban en sus castillos una comunidad cátara a la que refugiaba. En agosto de 1209, al comienzo de la cruzada, apoyaron a Ramón Roger de Trencavell durante el asedio de Carcasona. Cuando finalmente la villa cayó en manos de los cruzados, se le permitió conservar su libertad y regresar a Lastours, mientras que Ramón Roger de Trencavell quedaba como prisionero en manos del legado papal, Arnau Amalric.
El 10 de noviembre de 1209, el vizconde de Trencavell murió en la prisión de Carcasona. Pedro II de Aragón se negó a reconocer a Simón de Montfort, el nuevo jefe de la cruzada, como su vasallo para los vizcondados de los Trencavell y el vizcondado de Carcasona se levantó contra los señores del norte.
Pedro Roger, en el transcurso de una emboscada consiguió hacer prisionero a Bouchard de Marly, el primo de Montfort. Otro caballero occitano, Giraud de Pépieux, al mismo tiempo se apoderó del castillo de Puégserguièr, masacrando una parte de la guarnición que habían dejado los cruzados y dejando ciega a la otra parte. Pedro Roger llevó prisionero a de Marly al castillo de Cabaret. En marzo de 1210, Simón de Monfort comenzó el asedio al castillo, pero escaso de tropas, no puedo tomarlo y tuvo que conformarse con asolar el país.
Entonces, los cruzados se dirigieron hacia otras plazas fuertes. Tomaron primero Fanjeaux y a continuación Bram. En esta última villa, [Simón de Montfort hizo gala de la misma crueldad que Giraud de Pépieux, cegó a un centenar de prisioneros, enviando esta tropa martirizada a Cabaret, para demostrarles su determinación.
Los señores de Cabaret y de Termes, se habían sostenido mutuamente en el momento de diferentes acciones militares. Ramón de Termes en diferentes ocasiones se opuso al ejército cruzado cuando este se desplegaba alrededor de Cabaret en 1210.
En agosto de 1211, Simón de Montfort asedió Termes. Pere Roger de Cabaret, intentó atacar el campo de los cruzados pero estaba muy bien defendido, después probó de hacer llegar convoyes de avituallamiento, pero los sitiadores se mantuvieron fuertes y el castillo fue tomado el 22 de noviembre de 1211.
Después de Termes, Simón de Montfort volvió a considerar atacar Cabaret. La toma del castillo le aseguró el control de los vizcondados de Carcasona y de Besiers. Pere Roger comprendió que ya no podía resistir solo, liberó a Bouchard de Marly y le envió con una embajada a Simón. Aceptó ceder sus castillos a cambio de posesiones cerca de Besiers. Contrariamente a muchos otros señores occitanos, se mostró entonces fiel a la palabra dada a Simón.
Después de la muerte de Simón de Montfort en Toulouse de Languedoc en julio de 1218 y los fracasos de Amauri IV de Montfort, en 1223 volvió a tomar los castillos de Lastours. Acogió al obispo cátaro de Carcasona que huía de las persecuciones de los Dominicos. Pere Roger defendió muchas veces sus castillos contra los ataques del senescal Humbert IV de Beaujeu, pero finalmente, tuvo que capitular en 1229. Se ignora que fue de su vida desde entonces.